# 강선초등학교
강선초등학교는 대한민국 경기도 고양시 일산서구에 있는 공립 초등학교이다.

## 학교 연혁
- 1992년 3월 1일 강선국민학교 인가
- 1992년 3월 1일 초대 신용선 교장 취임
- 1993년 6월 1일 강선국민학교 개교(6학급 편성)
- 1996년 3월 1일 강선초등학교로 개칭
- 2011년 9월 1일 제5대 한혜숙 교장 취임
- 2015년 2월 13일 제22회 졸업식(205명 졸업)
- 2015년 3월 1일 34학급(특수 1) 편성
- 2015년 9월 1일 제6대 한치영 교장 취임

## 참고 자료
- 강선초등학교 - 한국교육학술정보원 학교알리미